# Cessna T-41 Mescalero
Le Cessna T-41 Mescalero est un avion d'entraînement américain des Années 1960. Il est souvent considéré comme la version militaire du Cessna 172 de tourisme.

## Histoire
En 1964 l'US Air Force annonça qu'elle recherchait un avion d'entraînement primaire destiné à la sélection des futurs pilotes américains. L'avion venait donc s'intercaler dans le cursus de formation entre les planeurs d'instruction et le Beech T-34A Mentor. Assez logiquement elle se tourna vers les constructeurs d'avions de tourisme et elle sélectionna rapidement Cessna et son type 172. Celui-ci avait donc battu le Piper PA-28 jugé inférieur. La simplicité de construction et le coût réduit du Cessna en faisaient un avion idéal pour une US Air Force toujours plus avide en pilotes en cette époque de Guerre froide. Il était propulsé par un moteur d'une puissance de 145 chevaux. La première commande porta sur 237 avions, désignés T-41A, et baptisés Mescalero.
Ces avions entrèrent rapidement en service, leur avionique et leur conception ne changeant que très peu de leurs homologues civils. En fait hormis la livrée militaire et le système de double commande rien ne les différenciait. 
Les T-41A donnèrent une telle satisfaction que l'US Army décida d'en commander une version plus puissante destinée cette fois à la formation initiale de ses propres pilotes d'hélicoptères et d'avions. Désignée T-41B celle-ci fut la plus prolifique avec 255 exemplaires produits. Une dizaine de ces avions allèrent cependant à l'US Air Force Academy.
Cette dernière fut si impressionnée par les qualités intrinsèques de l'avion qu'elle demanda au Pentagone de commander une version améliorée à même de réaliser des vols d'entraînement nocturne, voire de formation à la voltige. c'est ainsi que naquit le T-41C. celui-ci fut produit à hauteur de 52 exemplaires pour les besoins unique de cette école.
Mais l'US Air Force ne fut pas la seule utilisatrice du petit monomoteur. En effet, en vertu du MAP, les États-Unis livrèrent 238 Mescalero a des pays étrangers. Ceux-ci désignés T-41D n'étaient ni plus ni moins que des T-41B mais destinés à l'export. Ils permirent à plusieurs forces aériennes naissantes de développer une aviation militaire d'entraînement.
Même si la majorité de ces pays appartenaient à la sphère d'influence des États-Unis il faut remarquer que deux pays non-alignés, l'Équateur et le Paraguay reçurent des Mescalero. En 2013, plusieurs de ces pays utilisent encore ce robuste et rustique petit avion d'entraînement, 4 T-41D d'une moyenne d'age de 44 ans sont à ce jour toujours dans l’USAF.

## Aspects techniques
Le Cessna T-41 Mescalero se présente sous la forme d'un monomoteur monoplan à aile haute construit en métal. Sa propulsion est assurée par un moteur Continental, de différentes puissances suivant le type, entraînant une hélice tractive bipale. L'élève et l'instructeur prennent place côte à côte dans la partie avant du cockpit tandis que deux passagers peuvent s'installer derrière eux. L'avion possède un train d'atterrissage tricycle fixe. Le Mescalero n'a pas été conçu pour être armé.

## Utilisateurs
Ne sont pas traités ici les pays utilisant militairement des Cessna 172, pour une quelconque mission que ce soit, dont l'entraînement.
- Argentine
  - Fuerza Aérea Argentina.
- Bolivie
  - Fuerza Aérea Boliviana.
- Chili
  - Fuerza Aérea de Chile.
- Colombie
  - Fuerza Aérea Colombiana.
- République dominicaine
  - Fuerza Aérea Dominicana.
- Équateur
  - Fuerza Aeréa Ecuatoriana.
- Salvador
  - Fuerza Aérea Salvadoreña.
- États-Unis
  - US Army
  - US Air Force
- Grèce

- - Polemikí Aeroporía. 6 T-41D[7].
- Honduras
  - Fuerza Aérea Hondureña.
- Indonésie

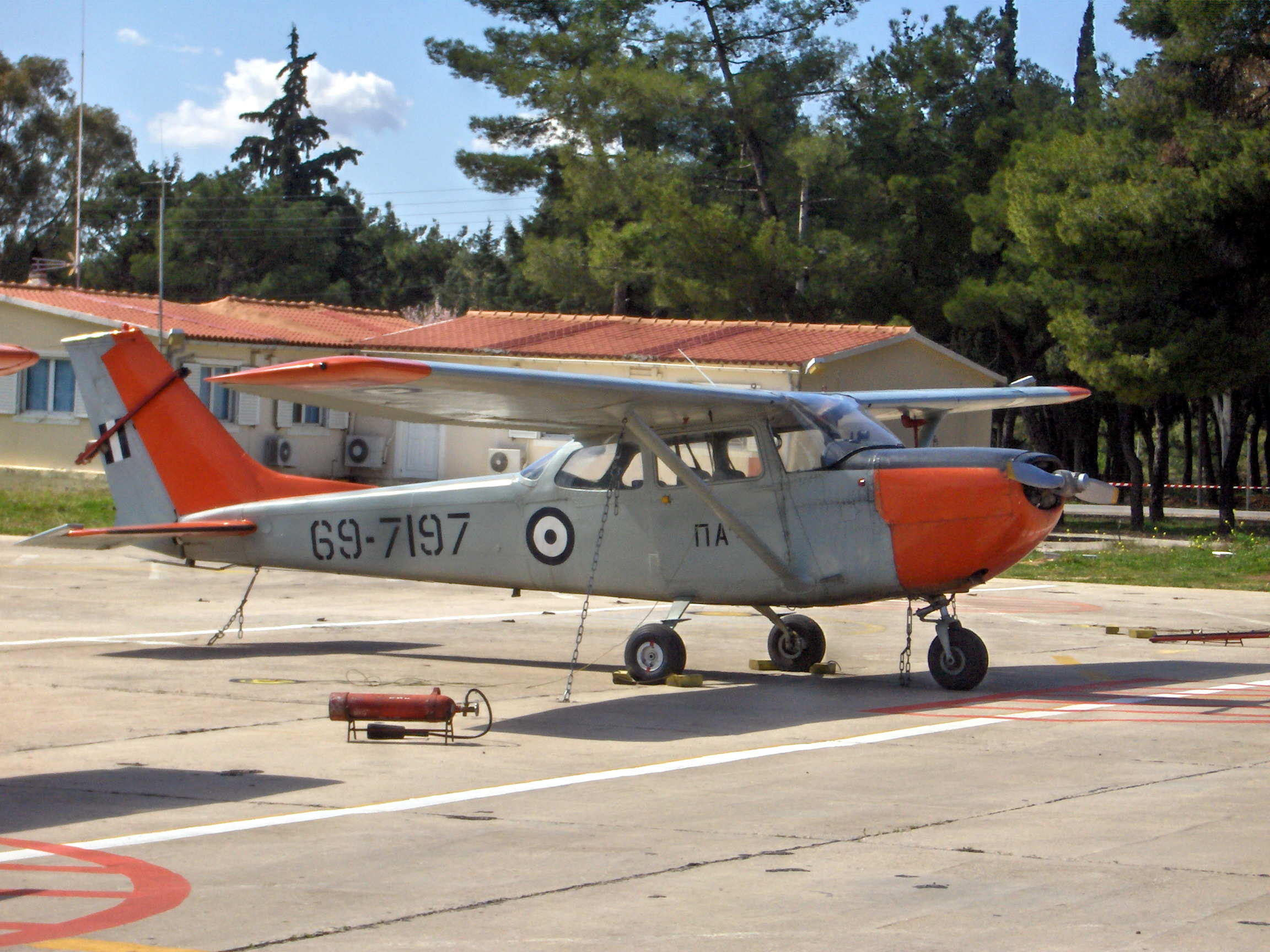
Cessna T-41D appartenant à la Grèce

  - Tentara Nasional Indonesia Angkatan Udara.
- Iran
  - Nirou Havai Shahanshahiye Iran.
- Laos
  - Force aérienne de l'armée de Libération populaire du Laos.
- Liberia
  - Liberian Army Air Wing.
- Pakistan
  - Force aérienne du Pakistan.
- Paraguay
  - Aeronautica Militar Paraguaya.
- Pérou
  - Fuerza Aérea del Perú.
- Philippines
  - Philippine Air Force.
- Thaïlande
  - Royal Thai Army.
  - Force aérienne royale thaïlandaise

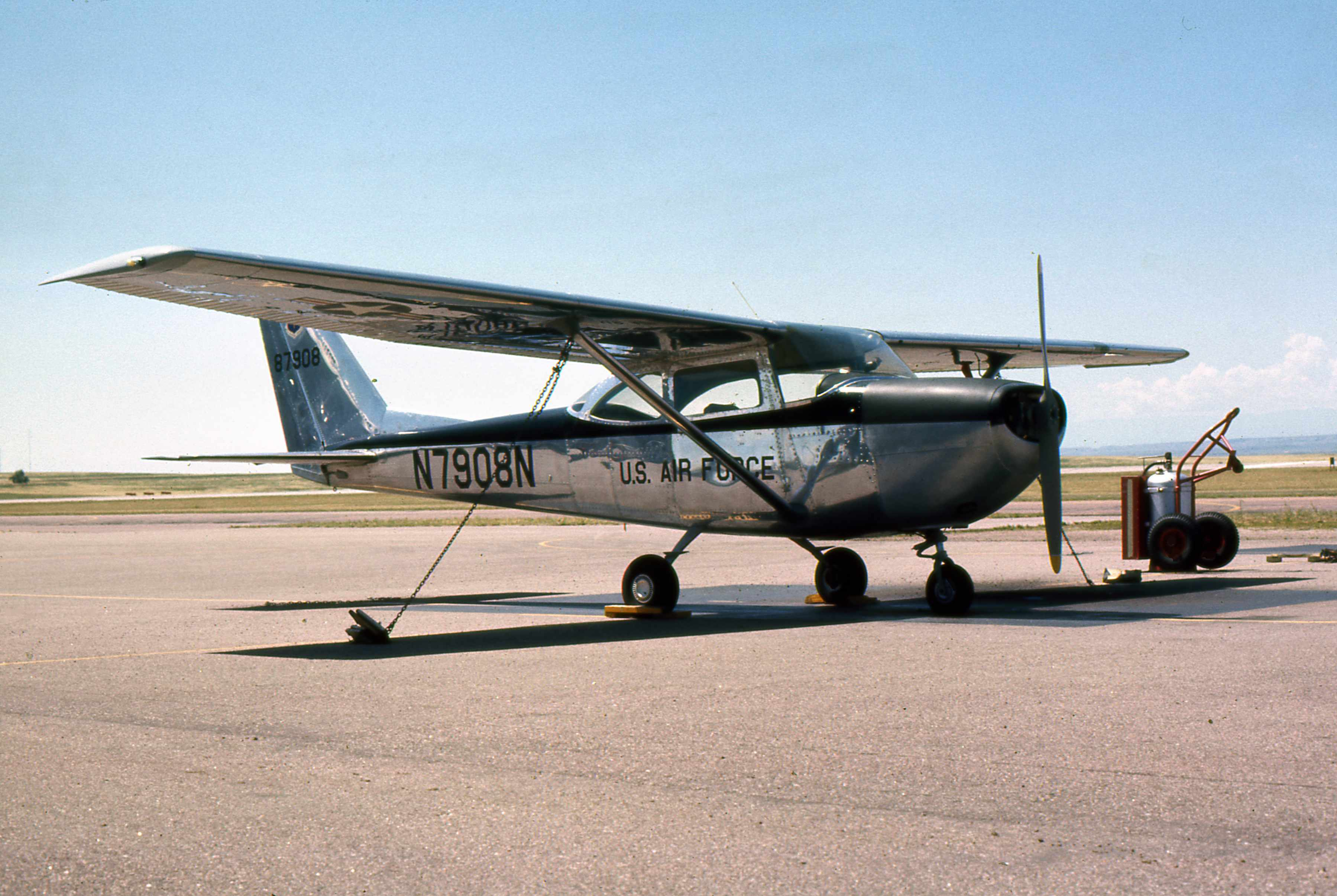
T-41 Mescalero dans sa livrée d'origine

- Turquie
  - Türk Hava Kuvvetleri.

- Viêt Nam
  - Không Quân Nhân Dân Việt Nam.

## Aéronefs préservés
- Cessna T-41A, à l'US Air Force History & Tradition museum à San Antonio.
- Cessna T-41B, à l'Aviation Museum of Florida à Clearwater.
- Cessna T-41C, à l'US Air Force Museum.

## Culture populaire
Le Cessna T-41 apparait dans l'album Escadrille ZZ (n°25 - 1961) et dans l'album Les Tigres Volants à la Rescousse (n°27 - 1962) des Aventures de Buck Danny.